# Georges Schaeren
Georges Schaeren (* 23. April 1882 in Biel; † 15. Januar 1958 ebenda) war ein Schweizer Unternehmer und Uhrmacher.

## Leben
Schaeren erlangte in Solothurn an einer Uhrmacherschule das Diplom. Er arbeitete bei verschiedenen Uhrenherstellern und 1918 gründete er mit seinem Bruder Henri Schaeren die Uhrenmanufaktur Mido G. Schaeren & Co., welche sich 1946 in Biel niederliess.
Die produzierten Uhren wurden ständig weiterentwickelt und mit der Einführung der Multifort im Jahre 1934 wurde die erste Uhr vorgestellt, die vier Eigenschaften vereinigen konnte:  Automatikwerk, wasserdicht, antimagnetisch und stosssicher. 